# 오목가슴

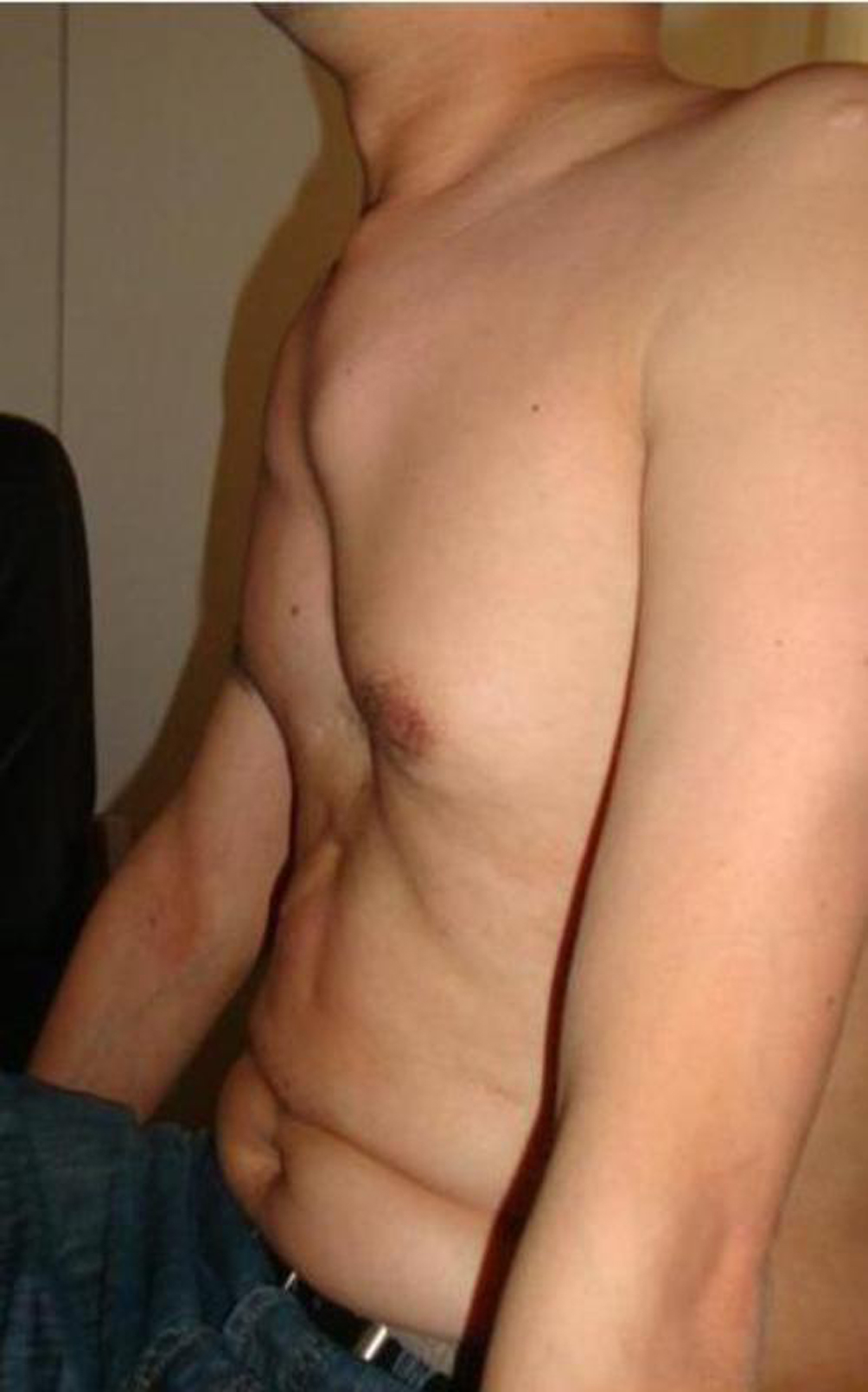

오목가슴은 복장뼈과 갈비뼈 외곽이 비정상적으로 형성되는 전방 흉벽의 구조적 기형이다. 이렇게 하면 가슴이 움푹 들어가거나 움푹 들어간 것처럼 보인다. 그것은 태어날 때 나타나거나 사춘기 이후에 발달할 수 있다.
오목가슴은 심장과 호흡기 기능을 손상시켜 가슴과 등에 통증을 일으킬 수 있다.
이 질환을 가진 사람들은 심각한 부정적인 정신사회적 효과를 경험하고 가슴을 노출하는 활동을 피할 수 있다.

## 같이 보기
- 새가슴